# Масловська Людмила Цезарівна
Людмила Цезарівна Масловська (нар. 12 квітня 1951, с. Непоротове, нині Дністровського району, Чернівецької області) — український науковець, економіко-географ, економіст, кандидат географічних наук, доцент, доктор економічних наук, професор.

## Життєпис
Людмила Масловська народилася 12 квітня 1951 року у селі Непоротове на Буковині.
Закінчила з відзнакою Чернівецьке педагогічне училище у 1970 році. 1975 року закінчила географічний факультет Чернівецького державного університету.
У 1975—1982 роках працювала на кафедрі економічної географії Чернівецького державного університету. У рідному університеті закінчила аспірантуру (заочно) та у 1981 році успішно захистила кандидатську дисертацію на тему «Водохозяйственный комплекс Советских Карпат (экономико-географический анализ)» у Інституті геофізики АН УРСР.
З 1982 року працювала у Вінницькому державному педагогічному інституті на посадах доцента, завідувача кафедри економічної і соціальної географії.
У 2000—2006 роках — завідувач кафедри зовнішньоекономічної діяльності Вінницького торговельно-економічного інституту КНТЕУ. 2004 року захистила докторську дисертацію на тему «Сталий розвиток продуктивних сил регіонів: теорія, методологія, практика» у Раді з вивчення продуктивних сил України НАНУ.
З 2007 року працює професором кафедри менеджменту організацій і адміністрування Житомирського національного агроекологічного університету.

## Громадська діяльність
Людмила Масловська — член спеціалізованої вченої ради з захисту кандидатських і докторських дисертацій при Житомирському національному агроекологічному університеті (2008—2016).
Член робочих груп з розроблення програм економічного і соціального розвитку Вінницької (2003—2006) та Житомирської областей (2008—2016).
Член редколегії Наукового вісника Житомирського національного агроекологічного університету (серія: «Економічні науки»).

## Науковий доробок
У науковому доробку Людмили Масловської понад 200 наукових праць, з них монографія, підручник для вишів з грифом МОН України, 4 навчальних посібники. Напрями наукової діяльності — сталий регіональний розвиток і регіональний менеджмент, антикризовий менеджмент і маркетинг підприємств. Масловська Л. Ц. є визнаним професіоналом з 40-річним досвідом науково-дослідницької, управлінської і педагогічної діяльності. Підготувала 5 кандидатів економічних наук.
Основні наукові праці:
- Сталий розвиток продуктивних сил регіонів: теорія, методологія, практика: Монографія. — К.: КНТЕУ, 2003. — 356 с.
- Менеджмент організацій: Підручник. — К.: Кондор-Видавництво, 2014. — 369 с. (у співав.)
- Масловська Л. Ц. Сталий розвиток суспільства: навч. посіб. — К.: ТОВ «Компанія ВАІТЕ», 2007. — 385 с.(у співав.).
- Водохозяйственный комплекс Советских Карпат: учебное пособие. — Черновцы: ЧГУ, 1982.
- L. Maslovska. Agricultural Bioenergetics of Ukraine: Potential, Guidelines, and Development Discrepancies / L. Maslovska A., Zelinska. — Green Economics & Food, Farming, and Agriculture. Part 9: Renewable Energy and Climate Change, Oxford: Green Economics Institute, 2014.

Детальний перелік наукових публікацій Масловської Л. Ц. можна переглянути на авторській сторінці у Google Scholar.